# Taypaliito iorebotco
Taypaliito iorebotco là một loài nhện trong họ Thomisidae. Chúng được Alberto Barrion & James A. Litsinger miêu tả năm 1995, thường xuất hiện ở Philippines.